# Zsinna
Zsinna (románul: Jina, németül: Schina) falu Romániában, Erdélyben, Szeben megyében, az azonos nevű község központja.

## Fekvése
Szeben megye délnyugati részén, a Csindrel-hegységben helyezkedik el, Nagyszebentől 50, Szelistyétől 25 kilométerre. A DJ 106E megyei úton közelíthető meg. Fehér, Hunyad, Gorj megyékkel és Râmnicu Vâlceaval szomszédos.

## Története
Először 1466-ban, Zinna néven említették. Szászorbó határára települt, román lakossággal. I. Rákóczi György egy vadászatán Szalárdi János szerint huszonnégy medvét lőtt a zsinnai havason. Lakói juhászok voltak, 1775-ben feljegyezték róluk, hogy Karcag határában legeltettek. A Kárpátokon túli transzhumálásban azonban nem vettek részt, mert határukat 1766-ban jelentős, korábban Havasalföldhöz tartozó legelőkkel bővítették. 1765 és 1851 között az orláti határőrezredhez tartozott, egyedül alkotta annak 5. századát. 1775-ben a határőrség triviális iskolát állított fel. Ugyanekkor a határőrség felállításához kötődő erőszakos katolizálási kísérlet elől 338 lakosa Havasalföldre menekült. Érdekes és szinte egyedülálló jelenség, hogy a katonáskodás és 1776-tól, az iskolakötelesség bevezetése után a leányok foglalkoztak a nyájakkal. Szórtan álló házait 1776-ban vonták össze. A határőrség felállítása elől 338 családfő elmenekült. Közülük az 1760-as–1770-es években sokan az olténiai Vaideeni, Băbeni, Novaci és Polovragi településekre költöztek. Teljes egészében innen települt a havasalföldi Corbi falu. Szebenszékhez, majd Szeben vármegyéhez tartozott. 1945 után kivált belőle és Sugághoz csatlatkozott Dobratelep (Dobra).
2005-ben a falusiak 37 ezer juhot tartottak. Beás cigányok is lakják, akik korábban fafaragással foglalkoztak.

## Lakossága
- 1850-ben 1846 lakosából 1702 volt román és 143 roma nemzetiségű; 1841 ortodox vallású.
- 2002-ben 4073 lakosából 4067 vallotta magát román nemzetiségűnek; 3921 ortodox és 147 baptista vallásúnak.
- A 2011-es népszámlálás adatai alapján a község népessége 3750 fő volt, melynek 85,57-a román és 4,27%-a roma.[6] Vallási hovatartozás szempontjából a lakosság 85,41%-a ortodox és 4,37%-a baptista.[7]

## Látnivalók
- Nyaranta, Szent Iván napján rendezik meg a Sus pe Muntele din Jina elnevezésű nemzetközi folklórfesztivált.
- Régi ortodox temploma 1795–1796-ban épült. Belülről a szelistyei Vasile Munteanu festette ki 1801-ben. Ikonosztáza 1794-ből való.
- A temető csontházában 1827-ből való festmény található.
- Új ortodox temploma a medgyesi katedrális mintájára épült 1937 és 1939 között. Tervezője Alfred Cornea volt.[8] Más, a két világháború között Erdélyben épült reprezentatív ortodox templomokhoz hasonlóan egyszerre ikertornyos és centrális elrendezésű.
- Néprajzi kiállítás Ileana Morariu házában (428. sz., 2006 óta).
- Országos szinten védett területek:[9]
  - La Grumaji(wd): kristályos pala képződmény
  - Pintenii din coasta Jinei(wd) (= a Zsinna-oldal sarkantyúi): kristályos pala képződmény
  - Szebeni-havasok Natúrpark(wd)
  - Masa Jidovului(wd) (= a zsidó asztala): kristályos pala képződmény

## Híres emberek
- Zsinnán született Constantin Stezar(wd) (1814-1909) katonatiszt, az ASTRA alapító tagja.[10]

## Képek

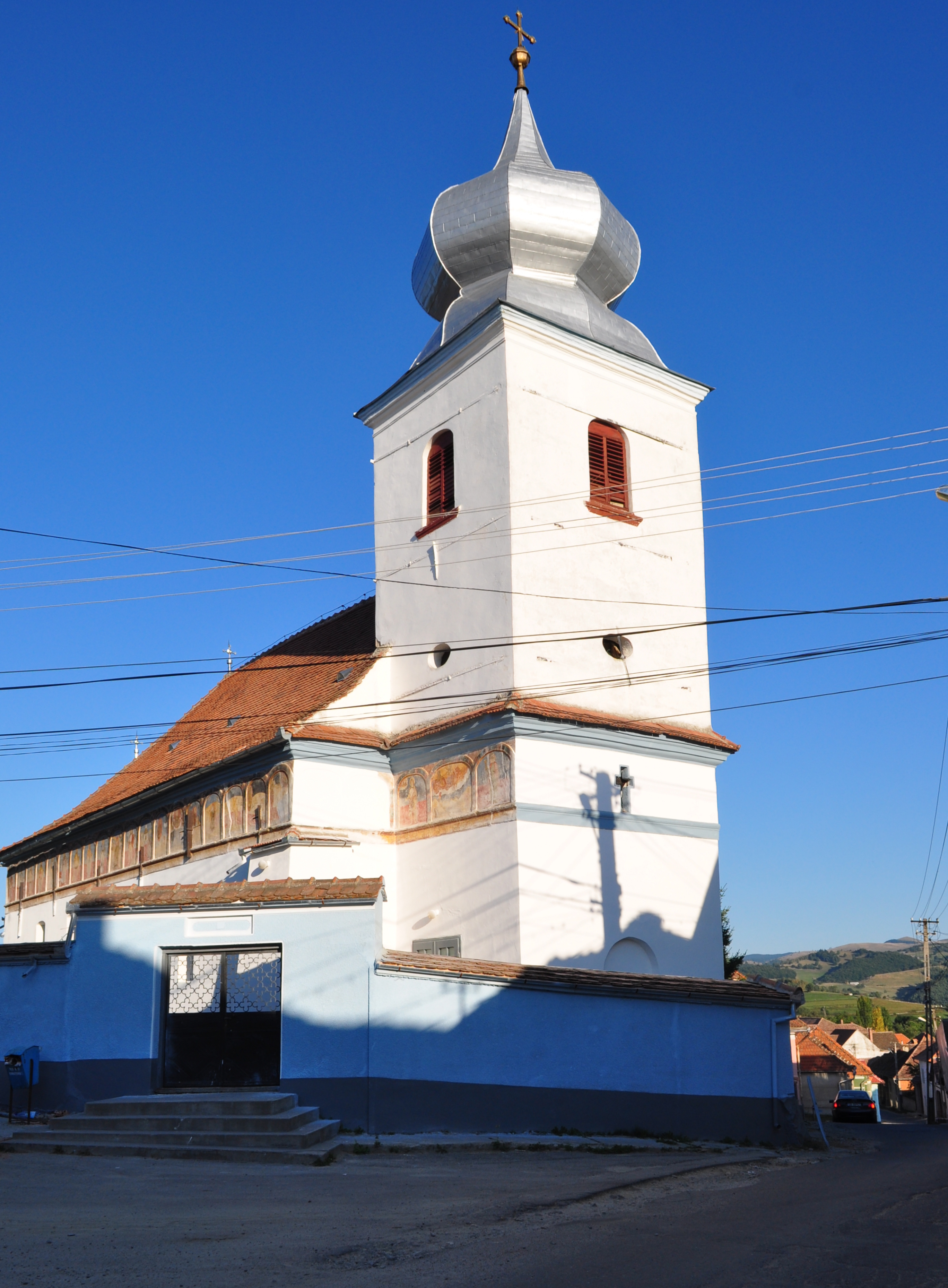
A régi ortodox templom
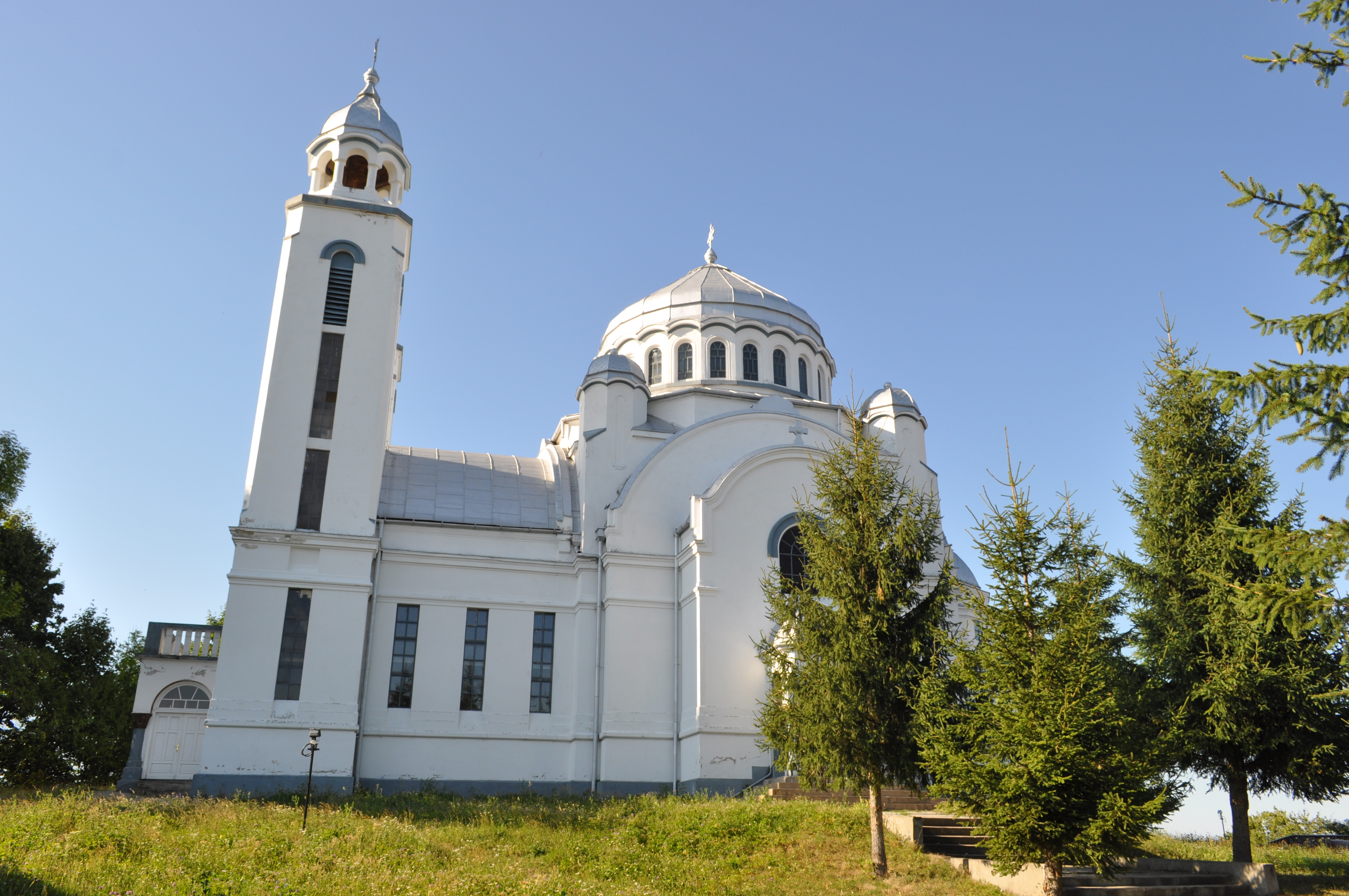
Az új ortodox templom